# Holbæk
Holbæk è un centro abitato della Danimarca situato nella regione della Selandia. È capoluogo del comune omonimo.

## Geografia
La cittadina è situata nella parte nordoccidentale dell'isola di Selandia e si affaccia sul fiordo di Holbæk, un ramo  dell'Isefjord.